# アルプス颪

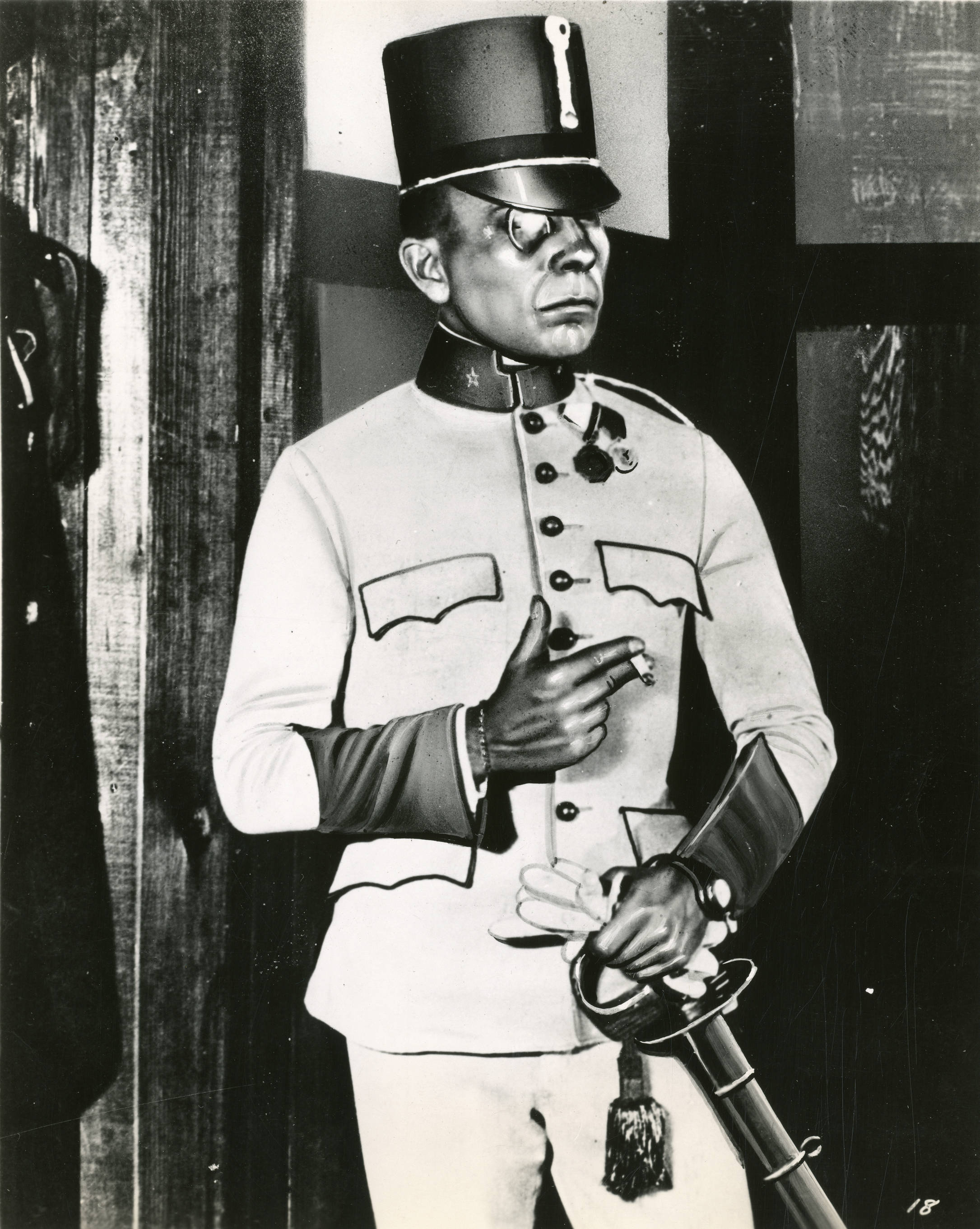
フォン・ステューベン中尉に扮したシュトロハイム

『アルプス颪』（アルプスおろし、Blind Husbands）とは、1919年公開のアメリカ合衆国のドラマ映画。エリッヒ・フォン・シュトロハイムが自作『The Pinnacle』を自身で映画化した。
作品は現存し、ニューヨーク近代美術館他にアーカイブされている。

## あらすじ
アメリカ人観光客で賑わう東アルプス山脈の麓、コルティーナ・ダンペッツォの小さな村を外科医のアームストロング夫妻が訪れる。夫ロバートの目的は登山。妻マーガレットは蚊帳の外で、アツアツの新婚カップルを見て寂しい思いをする。
そんなマーガレットに言い寄ってくる男がいた。酒と女と歌をこよなく愛するオーストリア軍人フォン・ステューベン中尉である。急患の治療や遭難者の救助に忙しい夫はそうとも知らず中尉に妻の相手をしてくれるよう頼む。中尉はこれ幸いと妻を口説きまくる。
ドロミーティ山頂登山を控えたある晩、夫は偶然、妻と中尉の密通を匂わせる手紙を見つけ、動揺する。夫の疑心は、山小屋でさらに深まる。そして、夫と中尉は二人で山頂を目指す。
登攀は成功し、頂上に辿り着いた二人。そこで夫は手紙を持ち出し、中尉に質問しようとするが、手紙を崖下に落としてしまう。激しい言い争いの末、夫は中尉に言う。「妻はおまえとどこかに行くんだろう。本当のことを言え。さもないとここから突き落とすぞ」。中尉は「そうだ」と答える。経験が浅く単独で山から下りれない中尉を残し、夫はひとりで下山する。しかし、途中で手紙を見つける。あたらめて手紙を読むと、中尉の言ったことは嘘だった。中尉を助けるため、山頂に引き返そうとするが夫は滑落する。
夫は友人でガイドのセップに救助されるが、中尉は足を滑らせて転落死する。
夫婦が村を離れる時、セップが夫にこう忠告する。「奥さんを大切に。俺は世間のことはよく知らない。でも奥さんに何が必要かは知ってる。それは"愛"だ」

## キャスト
- ロバート・アームストロング：サム・ド・グラッス（英語版）
- マーガレット・アームストロング：フランセリア・ビリントン（英語版）
- フォン・ステューベン中尉：エリッヒ・フォン・シュトロハイム
- サイレント・セップ：ギブソン・ゴーランド（英語版）
- ウェイトレス：フェイ・ホルダーネス
- 新婚妻：ヴァレリー・ジェルモンプレーズ
- 新婚夫：ジャック・ペリン
- ブルナー医師：リチャード・カミングス（英語版）